# Nacionalni institut za statistiku i geografiju (Meksiko)
Nacionalni institut za statistiku i geografiju (šp. Instituto Nacional de Estadística y Geografía — INEGI) autonomna je agencija meksičke vlade namenjena koordinaciji nacionalnog sistema statističkih i geografskih informacija zemlje. Institut je formiran 25. januara 1983. dekretom predsednika Migela de la Madrida.
Institut je odgovoran za obavljanje popisa stanovništva svakih deset godina, ekonomski popis svakih pet godina, kao i za poljoprivredne popise. Institutov posao prikupljanja statističkih informacija obuhvata mesečni bruto domaći proizvod, ankete poverenja potrošaća i dela komercijalnih uzoraka; statistike zapošljavanja i zanimanja, i mnoge druge poslove koji su osnova studija i projekcija drugih vladinih institucija.
Sedište instituta je u gradu Agvaskalijentes u meksičkoj saveznoj državi Agvaskalijentes.

## Spoljašnje veze
- National Institute of Statistic and Geography official site (INEGI)
- Cuéntame – INEGI’s  educational section
- National System of Statistical and Geographical Information (SNIEG)
- Digital Map of Mexico
- Interactive National Atlas of Mexico
- Ortophotos display
- Geoespatial information to damage assessment and reconstruction support: Stan and Wilma hurricanes